# احمد توبه
احمد توبه (انگلیسی: Ahmed Touba؛ زادهٔ ۱۳ مارس ۱۹۹۸) بازیکن فوتبال اهل بلژیک است.
از باشگاه‌هایی که در آن بازی کرده‌است می‌توان به باشگاه فوتبال کلوب بروژ اشاره کرد.
وی همچنین در تیم‌های ملی فوتبال زیر ۱۸ سال بلژیک، زیر ۱۹ سال بلژیک، زیر ۲۱ سال بلژیک و الجزایر بازی کرده‌است.